# Edmund Żychowicz

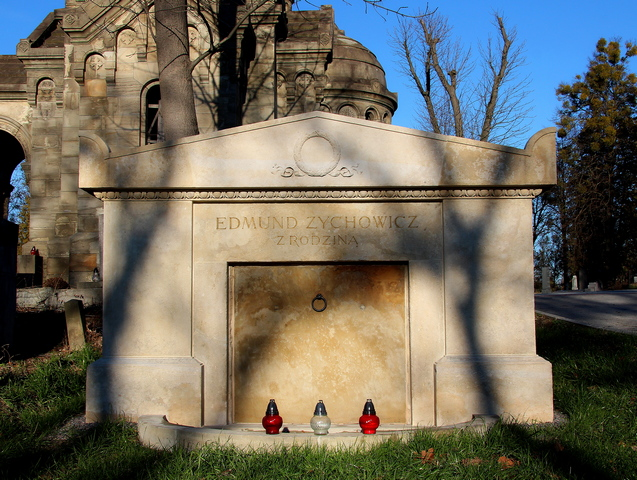

Edmund Żychowicz (ur. 2 listopada 1870 w Dobrzyniu, zm. 20 maja 1924 we Lwowie) – polski architekt związany ze Lwowem.

## Życiorys

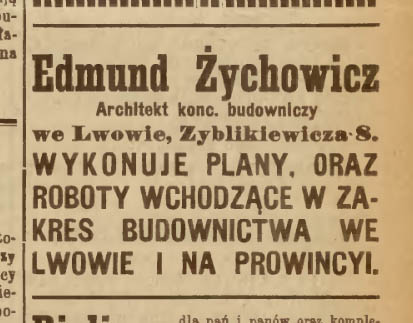
Reklama usług Edmunda Żychowicza w „Gazecie Lwowskiej” w 1920 r.

Po ukończeniu szkoły realnej w 1887 wyjechał do Lwowa, gdzie studiował na wydziale budowlanym tamtejszej Politechniki. Praktykował w lwowskich pracowniach architektonicznych, restaurował m.in. „Czarną kamienicę” przy Rynku 4. Po zdobyciu uprawnień architekta w 1898 założył samodzielną pracownię projektową. Zaprojektował liczne kamienice i budynki użyteczności publicznej we Lwowie, od 1905 wiele projektów tworzył wspólnie z Michałem Łużeckim. Zmarł w 1924 i spoczywa na Cmentarzu Łyczakowskim.

## Dorobek zawodowy

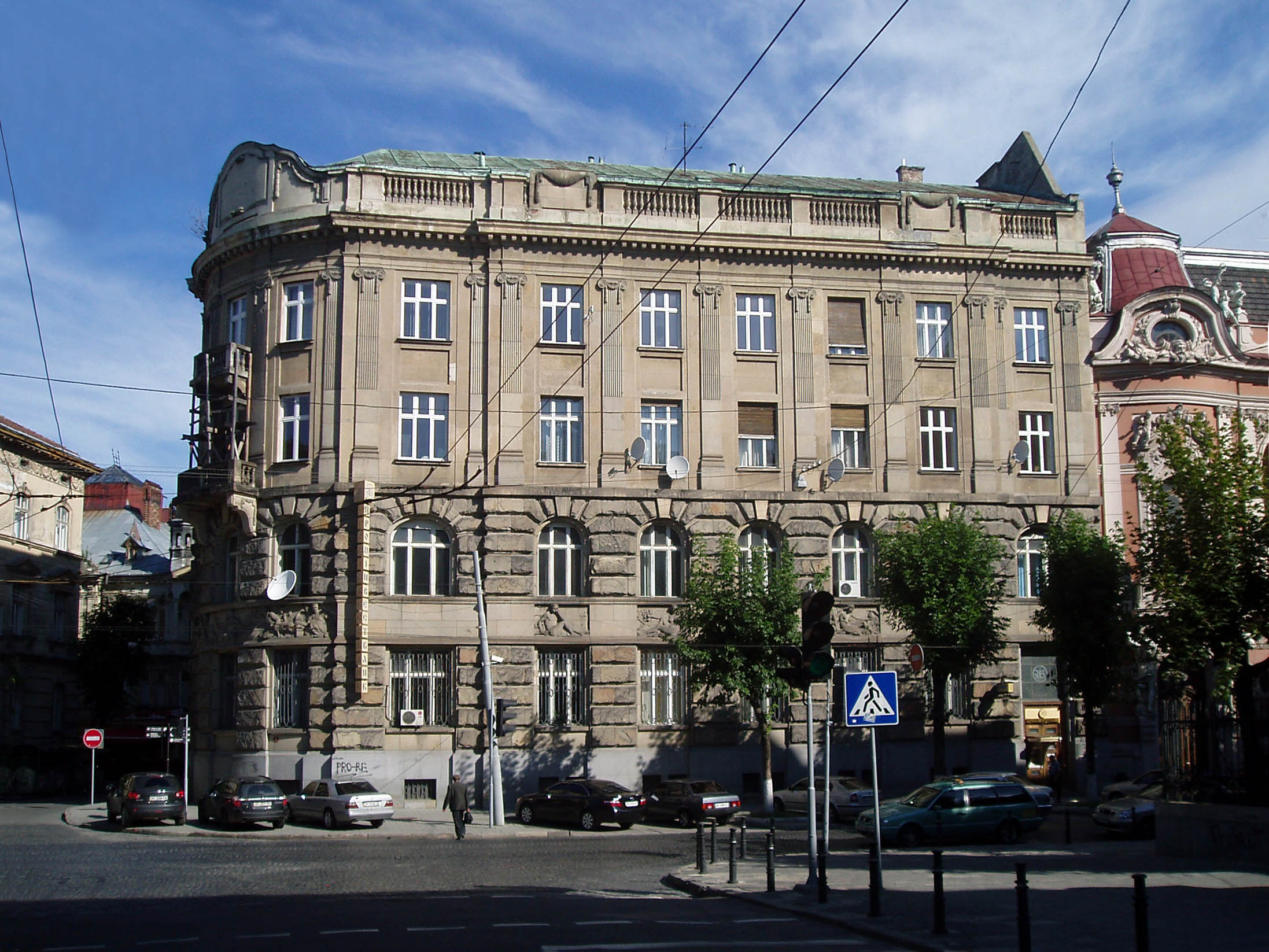
Budynek Banku Austro-Węgierskiego przy ulicy Adama Mickiewicza 8 (Łyśtopadowoho Czynu)

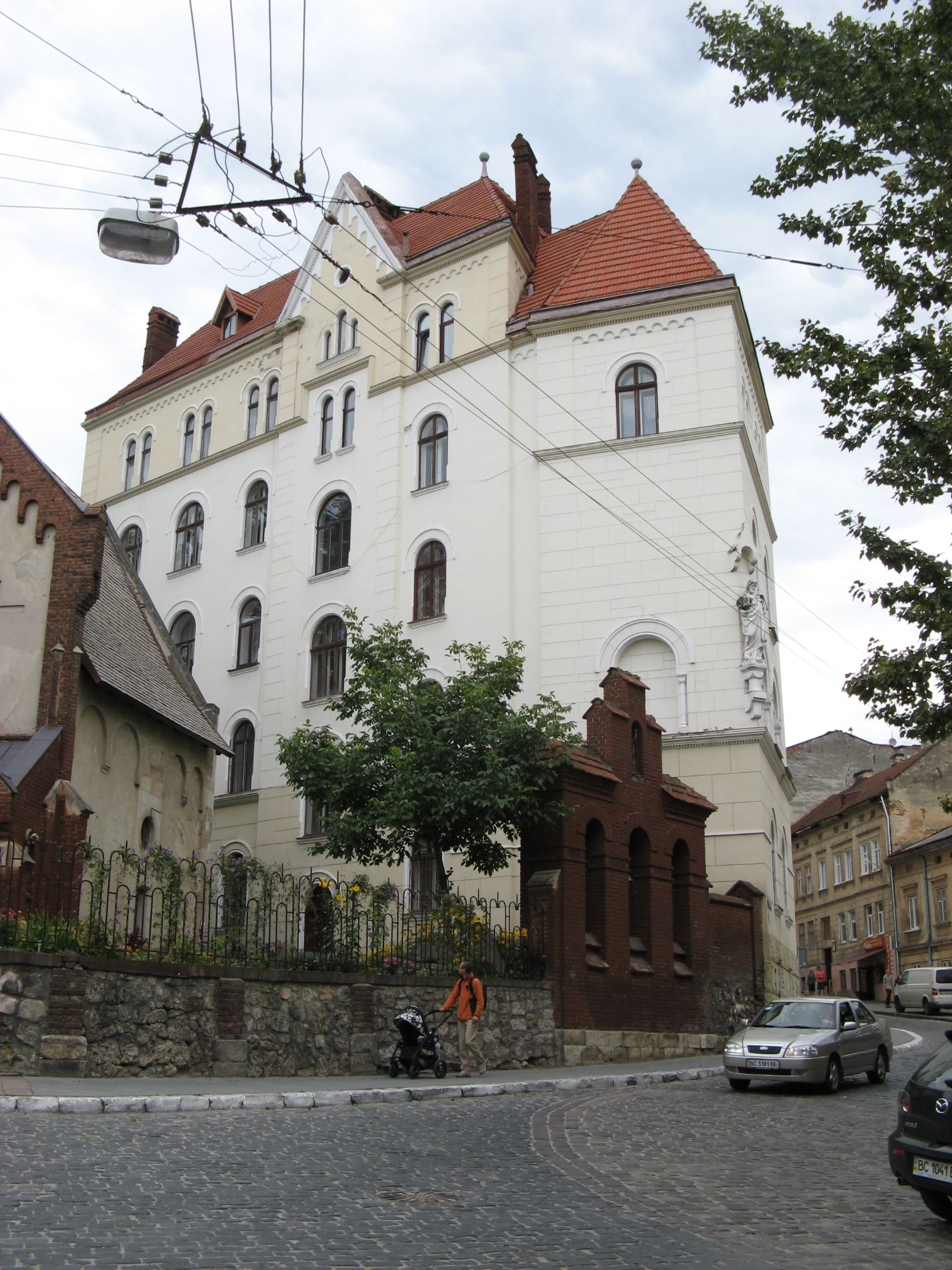
Klasztor Zgromadzenia Służebnic Serca Jezusowego przy ulicy Sieniawskiej 1 (Użhorodzka)

- Muzeum Przemysłu Artystycznego na Wałach Hetmańskich – dziś prospekt Swobody (wspólnie z Józefem Kajetanem Janowskim i Leonardem Marconim) (1898-1904) – projekt;
- Kamienice dla bankiera M. Stoffa przy ulicy Jabłonowskich 8/8a – dziś Szoty Rustawellego (1906) (wspólnie z Władysławem Sadłowskim);
- Klasztor Zgromadzenia Służebnic Serca Jezusowego przy ulicy Sieniawskiej 1 – dziś Użhorodzka (1911) – obecnie szpital;
- Kamienica neoklasycystyczna przy ulicy Mikołaja Kopernika 12 (1905-1908) (wspólnie z Michałem Łużeckim);
- Kamienica neoklasycystyczna przy ulicy Mikołaja Kopernika 14 (1908) (wspólnie z Michałem Łużeckim);
- Zespół trzech kamienic przy ulicy Tadeusza Romanowicza 3, 5, 7 – dziś Panasa Sakchaganskogo (1909-1911) (wspólnie z Michałem Łużeckim);
- Budynek mieszkalny przy ulicy Sapiehy 5 – dziś Bandery (1909-1910);
- Budynek dla fotografa Henryka Mikolasza przy ulicy Ponińskiego 3 – dziś Iwana Franki 127 (1910) (wspólnie z W. Litwinowiczem);
- Budynek Banku Naftowego przy ulicy Leona Sapiechy 3 przy Łąckiego – dziś Stepana Bandery przy Ołeksandra Briułłowa (1910) (wspólnie z Adolfem Pillerem);
- Bursa szkolna gimnazjum fundacji Felicji Boberskiej przy ulicy Józefa Poniatowskiego 12 – dziś Ułasa Samczuka (1912) (wspólnie z Tadeuszem Mostowskim);
- Przebudowa kamienicy Zipperów na dom towarowy „Trust” Rynek 32 (1912) (wspólnie z Michałem Łużeckim, który rozbudował go w 1923);
- Budynek Banku Austro-Węgierskiego przy ulicy Adama Mickiewicza 8 przy Brajerowskiej – dziś Czynu Listopadowego przy Lepkoho (1913) (wspólnie z Michałem Łużeckim, projekt elewacji Juliusz Bełtowski);
- Budynek mieszkalny przy ulicy Piekarskiej 1 (1913);
- Hotel Krakowski u zbiegu Placu Bernardyńskiego 7 i Piekarskiej – dziś Soborna płoszcza i Piekarska (1913-1914), po 1945 przebudowany na sąd obwodowy;
- Budynki fabryki korków Miulsztajna ulica Mikołaja Kopernika 19 (1908) (wspólnie z Piotrem Tarnawieckim);
- Budynek administracyjny i hala maszyn w browarze przy ulicy Kleparowskiej 18 (1912);
- Przebudowa pałacu Zamojskich przy ulicy Zielonej 24 (1910) (pierwotny projekt był autorstwa Wilhelma Schmidta i Jana Schimsera);
- Przebudowa Czarnej kamienicy przy Rynku 4 (1911).